# Жульєн Дюранвіль
Жульєн Дієнда Дюранвіль (фр. Julien Dienda Duranville, нар. 5 травня 2006, Уккел, Бельгія) — бельгійський футболіст конголезьського походження, нападник дортмундської «Боруссії».

## Ігрова кар'єра

### Клубна
Жульєн Дюранвіль є вихованцем футбольної академії столичного «Андерлехта». У травні 2021 року футболіст підписав з клубом перший професійний контракт. Свою першу гру на професійному рівні Дюранвіль провів 22 травня 2022 року у матчі чемпіонату Бельгії проти «Брюгге».
У січні 2023 року Дюранвіль перейшов до стану німецької «Боруссії» з Дортмунда. За новий клуб нападник дебютував тільки в останньому турі чемпіонату Німеччини проти «Майнц 05».
У жовтні 2023 року британське видання Ґардіан назвало Жульєна Дюранвіля одним з кращих футболістів світу, що народилися у 2006 році. Більшу частину сезону 2022/23 футболіст змушений був пропустити через травму м'яза спини.

### Збірна
21 березня 2024 року Жульєн Дюранвіль дебютував у складі молодіжної збірної Бельгії.